# Геопросторові дані
Геопросторо́ві да́ні — це інформація, що визначає географічне положення та характеристики природних та побудованих об'єктів та кордони на поверхні Землі. Дані про об'єкти та явища, які безпосередньо або опосередковано пов'язані з місцеположенням на Землі, що визначені у певній системі просторово-часових координат; набори даних про такі об'єкти та зв'язки між ними.
Ба́зовий набі́р геопросторо́вих да́них — стандартизована сукупність загальногеографічних даних, покладених в основу інтегрування і спільного використання у геоінформаційних системах геопросторових даних різноманітного походження.
Геопросторові дані - сукупність даних про геопросторовий об’єкт (пункт 6 частини 1 статті 1 Закону України "Про національну інфраструктуру геопросторових даних").
Базові геопросторові дані - загальнодоступні геопросторові дані, що складають уніфіковану цифрову координатно-просторову основу для виробництва, інтеграції та провадження іншої діяльності з різними геопросторовими даними (пункт 1 частини 1 статті 1 Закону України "Про національну інфраструктуру геопросторових даних").